# Isla La Montosa
Isla La Montosa är en ö i Mexiko. Den ligger i bukten Bahía de Huatulco och tillhör kommunen Santa María Huatulco i delstaten Oaxaca, i den södra delen av landet. Arean är 0,08 kvadratkilometer.